# Dvor
Dvor är en kommun och stad vid floden Una i området Banija i centrala Kroatien, vid gränsen till Bosnien och Hercegovina (Republika Srpska).

## Orter i kommunen
Bansko Vrpolje, Buinja, Buinjski Riječani, Čavlovica, Ćore, Divuša, Donja Oraovica, Donja Stupnica, Donji Dobretin, Donji Javoranj, Donji Žirovac, Draškovac, Dvor, Gage, Glavičani, Golubovac Divuški, Gorička, Gornja Oraovica, Gornja Stupnica, Gornji Dobretin, Gornji Javoranj, Gornji Žirovac, Grabovica, Grmušani, Gvozdansko, Hrtić, Javnica, Javornik, Jovac, Kepčije, Kobiljak, Komora, Kosna, Kotarani, Kozibrod, Kuljani, Lotine, Ljeskovac, Ljubina, Majdan, Matijevići, Ostojići, Paukovac, Pedalj, Rogulje, Rudeži, Rujevac, Sočanica, Stanić Polje, Struga Banska, Šakanlije, Šegestin, Švrakarica, Trgovi, Udetin, Unčani, Vanići, Volinja, Zakopa, Zamlača, Zrin, Zrinska Draga, Zrinski Brđani, Zut.

## Befolkning
Kommunen hade 5 742 invånare 2002. Majoriteten av befolkningen är serber (60,87%). Före det kroatiska självständighetskriget 1991 utgjorde serberna 86,50%. Då hade kommunen 14 555 invånare.
Staden Dvor hade 1 313 invånare 2002.